# Championnat du monde de vitesse moto 1982
Navigation
Édition précédente Édition suivante
Le Championnat du monde de vitesse moto 1982 est la 34e saison de vitesse moto organisée par la FIM.

Ce championnat comporte quatorze courses de Grand Prix, pour cinq catégories : 500 cm3, 350 cm3, 250 cm3, 125 cm3 et 50 cm3.

## Attribution des points
Les points du championnat sont attribués aux dix premiers de chaque course :
| Classement | 1  | 2  | 3  | 4 | 5 | 6 | 7 | 8 | 9 | 10 |
| ---------- | -- | -- | -- | - | - | - | - | - | - | -- |
| Points     | 15 | 12 | 10 | 8 | 6 | 5 | 4 | 3 | 2 | 1  |

## Grands Prix de la saison
| N° | Course                            | Lieu         | Vainqueur 50 cm³  | Vainqueur 125 cm³  | Vainqueur 250 cm³    | Vainqueur 350 cm³   | Vainqueur 500 cm³ | Résultat |
| -- | --------------------------------- | ------------ | ----------------- | ------------------ | -------------------- | ------------------- | ----------------- | -------- |
| 1  | Grand Prix d'Argentine            | Buenos Aires |                   | Ángel Nieto        |                      | Carlos Lavado       | Kenny Roberts     | Résultat |
| 2  | Grand Prix d'Autriche             | Salzburgring |                   | Ángel Nieto        |                      | Eric Saul           | Franco Uncini     | Résultat |
| 3  | Grand Prix de France              | Nogaro       |                   | Jean-Claude Selini | Jean-Louis Tournadre | Jean-François Baldé | Michel Frutschi   | Résultat |
| 4  | Grand Prix d'Espagne              | Jarama       | Stefan Dörflinger | Ángel Nieto        | Carlos Lavado        |                     | Kenny Roberts     | Résultat |
| 5  | Grand Prix des Nations            | Monza        | Stefan Dörflinger | Ángel Nieto        | Anton Mang           | Didier de Radiguès  | Franco Uncini     | Résultat |
| 6  | Grand Prix des Pays-Bas           | Assen        | Stefan Dörflinger | Ángel Nieto        | Anton Mang           | Jean-François Baldé | Franco Uncini     | Résultat |
| 7  | Grand Prix de Belgique            | Spa          |                   | Ricardo Tormo      | Anton Mang           |                     | Freddie Spencer   | Résultat |
| 8  | Grand Prix de Yougoslavie         | Opatija      | Eugenio Lazzarini | Eugenio Lazzarini  | Didier de Radiguès   |                     | Franco Uncini     | Résultat |
| 9  | Grand Prix de Grande-Bretagne     | Silverstone  |                   | Ángel Nieto        | Martin Wimmer        | Jean-François Baldé | Franco Uncini     | Résultat |
| 10 | Grand Prix de Suède               | Anderstorp   |                   | Ivan Palazzese     | Roland Freymond      |                     | Takazumi Katayama | Résultat |
| 11 | Grand Prix de Finlande            | Imatra       |                   | Ivan Palazzese     | Christian Sarron     | Anton Mang          |                   | Résultat |
| 12 | Grand Prix de Tchécoslovaquie     | Brno         |                   | Eugenio Lazzarini  | Carlos Lavado        | Didier de Radiguès  |                   | Résultat |
| 13 | Grand Prix de Saint-Marin         | Imola        | Eugenio Lazzarini |                    | Anton Mang           |                     | Freddie Spencer   | Résultat |
| 14 | Grand Prix d'Allemagne de l'Ouest | Hockenheim   | Eugenio Lazzarini |                    | Anton Mang           | Manfred Herweh      | Randy Mamola      | Résultat |

## Résultats de la saison

### Championnat 1982 catégorie 500 cm³
| Clas. | Pilote            | N° | Pays             | Constructeur | Points | Victoires |
| ----- | ----------------- | -- | ---------------- | ------------ | ------ | --------- |
| 1     | Franco Uncini     | 4  | Italie           | Suzuki       | 103    | 5         |
| 2     | Graeme Crosby     | 5  | Nouvelle-Zélande | Yamaha       | 76     | 0         |
| 3     | Freddie Spencer   | 12 | États-Unis       | Honda        | 72     | 2         |
| 4     | Kenny Roberts     | 3  | États-Unis       | Yamaha       | 68     | 2         |
| 5     | Barry Sheene      | 7  | Royaume-Uni      | Yamaha       | 68     | 0         |
| 6     | Randy Mamola      | 2  | États-Unis       | Suzuki       | 65     | 1         |
| 7     | Takazumi Katayama | 15 | Japon            | Honda        | 48     | 1         |
| 8     | Marco Lucchinelli | 1  | Italie           | Honda        | 43     | 0         |
| 9     | Kork Ballington   | 11 | Afrique du Sud   | Kawasaki     | 31     | 0         |
| 10    | Marc Fontan       | 9  | France           | Yamaha       | 29     | 0         |

### Championnat 1982 catégorie 350 cm³
| Clas. | Pilote              | N° | Pays                 | Constructeur | Points | Victoires |
| ----- | ------------------- | -- | -------------------- | ------------ | ------ | --------- |
| 1     | Anton Mang          | 1  | Allemagne de l'Ouest | Kawasaki     | 81     | 1         |
| 2     | Didier de Radiguès  |    | Belgique             | Chevallier   | 64     | 2         |
| 3     | Jean-François Baldé | 3  | France               | Kawasaki     | 59     | 3         |
| 4     | Éric Saul           | 9  | France               | Chevallier   | 52     | 1         |
| 5     | Carlos Lavado       | 5  | Venezuela            | Yamaha       | 36     | 1         |
| 6     | Alan North          |    | Afrique du Sud       | Yamaha       | 31     | 0         |
| 7     | Jacques Cornu       | 8  | Suisse               | Yamaha       | 31     | 0         |
| 8     | Christian Sarron    |    | France               | Yamaha       | 20     | 0         |
| 9     | Patrick Fernandez   | 5  | France               | Yamaha       | 21     | 0         |
| 10    | Gustav Reiner       |    | Allemagne de l'Ouest | Yamaha       | 19     | 0         |

### Championnat 1982 catégorie 250 cm³
| Clas. | Pilote                 | N° | Pays                 | Constructeur | Points | Victoires |
| ----- | ---------------------- | -- | -------------------- | ------------ | ------ | --------- |
| 1     | Jean-Louis Tournadre   | 7  | France               | Yamaha       | 118    | 1         |
| 2     | Anton Mang             | 1  | Allemagne de l'Ouest | Kawasaki     | 117    | 5         |
| 3     | Roland Freymond        | 3  | Suisse               | MBA          | 72     | 1         |
| 4     | Martin Wimmer          |    | Allemagne de l'Ouest | Yamaha       | 48     | 1         |
| 5     | Carlos Lavado          | 4  | Venezuela            | Yamaha       | 39     | 2         |
| 6     | Didier de Radiguès     |    | Belgique             | Yamaha       | 38     | 1         |
| 7     | Paolo Ferretti         |    | Italie               | MBA          | 34     | 0         |
| 8     | Jean-Louis Guignabodet |    | France               | Kawasaki     | 30     | 0         |
| 9     | Jeff Sayle             |    | Australie            | Armstrong    | 27     | 0         |
| 10    | Christian Sarron       |    | France               | Yamaha       | 26     | 1         |

### Championnat 1982 catégorie 125 cm³
| Clas. | Pilote                | N° | Pays      | Constructeur | Points | Victoires |
| ----- | --------------------- | -- | --------- | ------------ | ------ | --------- |
| 1     | Ángel Nieto           | 1  | Espagne   | Garelli      | 111    | 6         |
| 2     | Eugenio Lazzarini     |    | Italie    | Garelli      | 95     | 2         |
| 3     | Ivan Palazzese        | 7  | Venezuela | MBA          | 75     | 2         |
| 4     | Pier Paolo Bianchi    | 3  | Italie    | Sanvenero    | 59     | 0         |
| 5     | Ricardo Tormo         | 8  | Espagne   | Sanvenero    | 58     | 1         |
| 6     | August Auinger        | 2  | Autriche  | MBA          | 55     | 0         |
| 7     | Pier-Luigi Aldrovandi |    | Italie    | MBA          | 52     | 0         |
| 8     | Hans Müller           | 4  | Suisse    | MBA          | 49     | 0         |
| 9     | Jean-Claude Selini    |    | France    | MBA          | 39     | 1         |
| 10    | Johnny Wickström      |    | Finlande  | MBA          | 33     | 0         |

### Championnat 1982 catégorie 50 cm³
| Clas. | Pilote             | N° | Pays                 | Constructeur | Points | Victoires |
| ----- | ------------------ | -- | -------------------- | ------------ | ------ | --------- |
| 1     | Stefan Dörflinger  | 3  | Suisse               | Kreidler     | 81     | 3         |
| 2     | Eugenio Lazzarini  |    | Italie               | Garelli      | 69     | 3         |
| 3     | Claudio Lusuardi   | 9  | Italie               | Villa        | 43     | 0         |
| 4     | Ricardo Tormo      | 1  | Espagne              | Bultaco      | 40     | 0         |
| 5     | Giuseppe Ascareggi | 8  | Italie               | Minarelli    | 38     | 0         |
| 6     | Hans Hummel        | 4  | Autriche             | Sachs        | 19     | 0         |
| 7     | Theo Timmer        | 5  | Pays-Bas             | Bultaco      | 15     | 0         |
| 8     | Massimo de Lorenzi |    | Italie               | Minarelli    | 14     | 0         |
| 9     | Hans Spaan         | 8  | Pays-Bas             | Kreidler     | 12     | 0         |
| 10    | Hagen Klein        |    | Allemagne de l'Ouest | Massa-Real   | 10     | 0         |